# 铜钱牌 (先秦货币)

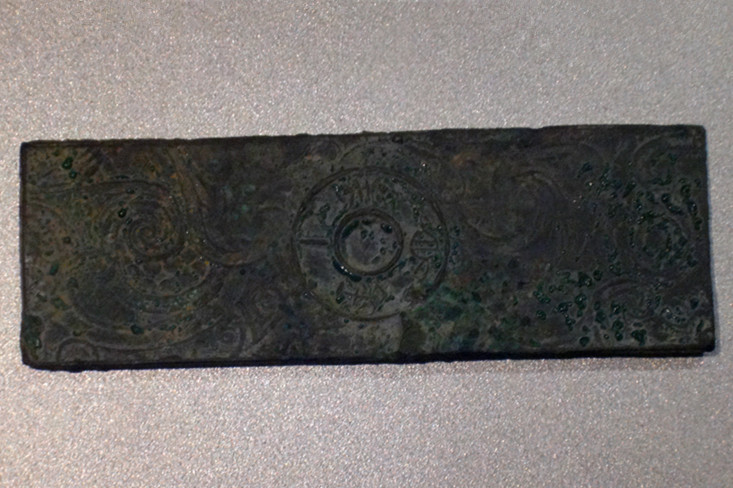
“见金一朱”铜钱牌

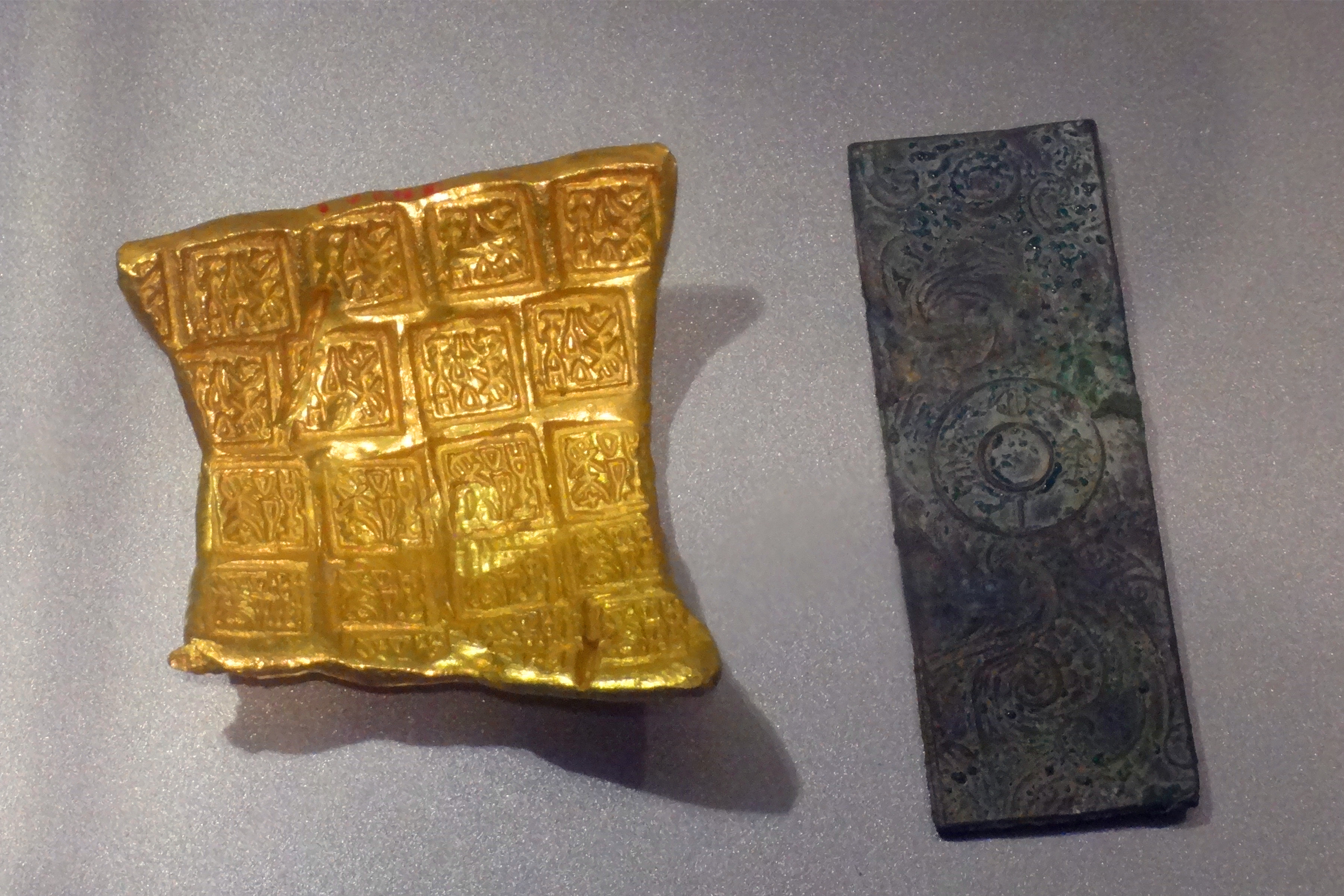
金版（左）和铜钱牌（右）

铜钱牌，中国战国晚期楚国铸行的一种青铜货币。铜钱牌整体呈长方版形，通体铸有卷云纹，以云雷纹衬底。铜钱牌正背两面的四周都有郭，正面中央有两个同心的圆形突棱，突棱间有右旋读的“见金一朱”、“见金二朱”或“见金四朱”的四字篆体钱文。铜钱牌是楚国用来与金版互为兑换的地方性货币。

## 历史
楚国是春秋战国时期的强国之一，社会经济较为发达。货币体系与中原各诸侯国有明显的不同，大致有蚁鼻钱、布币、金版、铜钱牌等。其中铜钱牌呈长方形版状，两面均有精美的蟠虺流云纹饰，制作规范，正面中央有大小两个同心圆凸棱，构成圜钱形状，凸棱之间铸有铭文，钱文为篆文，右旋读。
在后世钱谱中，清代金石学家、古泉学家刘燕庭曾于道光年间在陕西发现几枚，刘燕庭将其钱文释读为“良金一朱”、“良金四朱”。由于出土地不详，性质无法确定，旧谱多将其列入奇品或无考品。随着铜钱牌的不断出土，特别是湖北蕲春“见金二朱”的出现，有学者认为三种铜钱牌存在“子母相权”关系。钱文的前两个字，旧时有释读为“良金”、“白金”、“艮金”的，但后来黄锡全等学者据楚简文字将之释为“见金”，其中“见”为通假字，通“视”，钱文的含义为“铜钱牌分别可比照或视同黄金一铢、二铢和四铢。如此，则文义可贯通。”湖北东南部的大冶、阳新、蕲春等地曾陆续出土了少许的“见金”系列铜钱牌，同时还出土了作为断代器物的战国青铜器和蚁鼻钱，从而证明了铜钱牌是战国时期楚国之物。
“见金一朱”铜钱牌一般长92毫米，宽31mm-32mm，厚1.5mm-2mm，重34g-39.9g，1983年以来在湖北阳新、蕲县等地有出土。“见金二朱”铜钱牌一般长为92毫米到105毫米，重59克左右，可兑换黄金二铢；“见金四朱”铜钱牌一般通长为130毫米左右，重120克左右，可兑换黄金四铢。